# 옌모현
옌모현(베트남어: Huyện Yên Mô / 縣安謨 안모현)은 베트남 홍강 삼각주 닌빈성에 있는 현이다.  면적은 149km2, 인구는 2006년을 기준으로 119,412명이다.

## 행정 구역
옌모현은 1시진(市鎭) 16사(社)를 관할한다. 현청 소재지는 옌틴 시진이다.

### 시진
- 옌틴 시진(Thị trấn Yên Thịnh, 安盛 市鎭) - 현청 소재지

### 사
- 카인즈엉 사 (Xã Khánh Dương, 慶陽社)
- 카인틴 사 (Xã Khánh Thịnh, 慶盛社)
- 카인트엉 사 (Xã Khánh Thượng, 慶上社)
- 마이선 사 (Xã Mai Sơn, 枚山社)
- 옌동 사 (Xã Yên Đồng, 安同社)
- 옌화 사 (Xã Yên Hòa, 安和社)
- 옌흥 사 (Xã Yên Hưng, 安興社)
- 옌럼 사 (Xã Yên Lâm, 安林社)
- 옌막 사 (Xã Yên Mạc, 安莫社)
- 옌미 사 (Xã Yên Mỹ, 安美社)
- 옌년 사 (Xã Yên Nhân, 安仁社)
- 옌퐁 사 (Xã Yên Phong, 安豐社)
- 옌타이 사 (Xã Yên Thái, 安泰社)
- 옌탕 사 (Xã Yên Thắng, 安胜社)
- 옌타인 사 (Xã Yên Thành, 安城社 )
- 옌뜨 사 (Xã Yên Từ, 安自社)